# Bonson (Loara)
Bonson – miejscowość i gmina we Francji, w regionie Owernia-Rodan-Alpy, w departamencie Loara.
Według danych na rok 1990 gminę zamieszkiwało 3 880 osób, a gęstość zaludnienia wynosiła 753 osób/km² (wśród 2880 gmin regionu Rodan-Alpy Bonson plasuje się na 227. miejscu pod względem liczby ludności, natomiast pod względem powierzchni na miejscu 1504.).

## Galeria

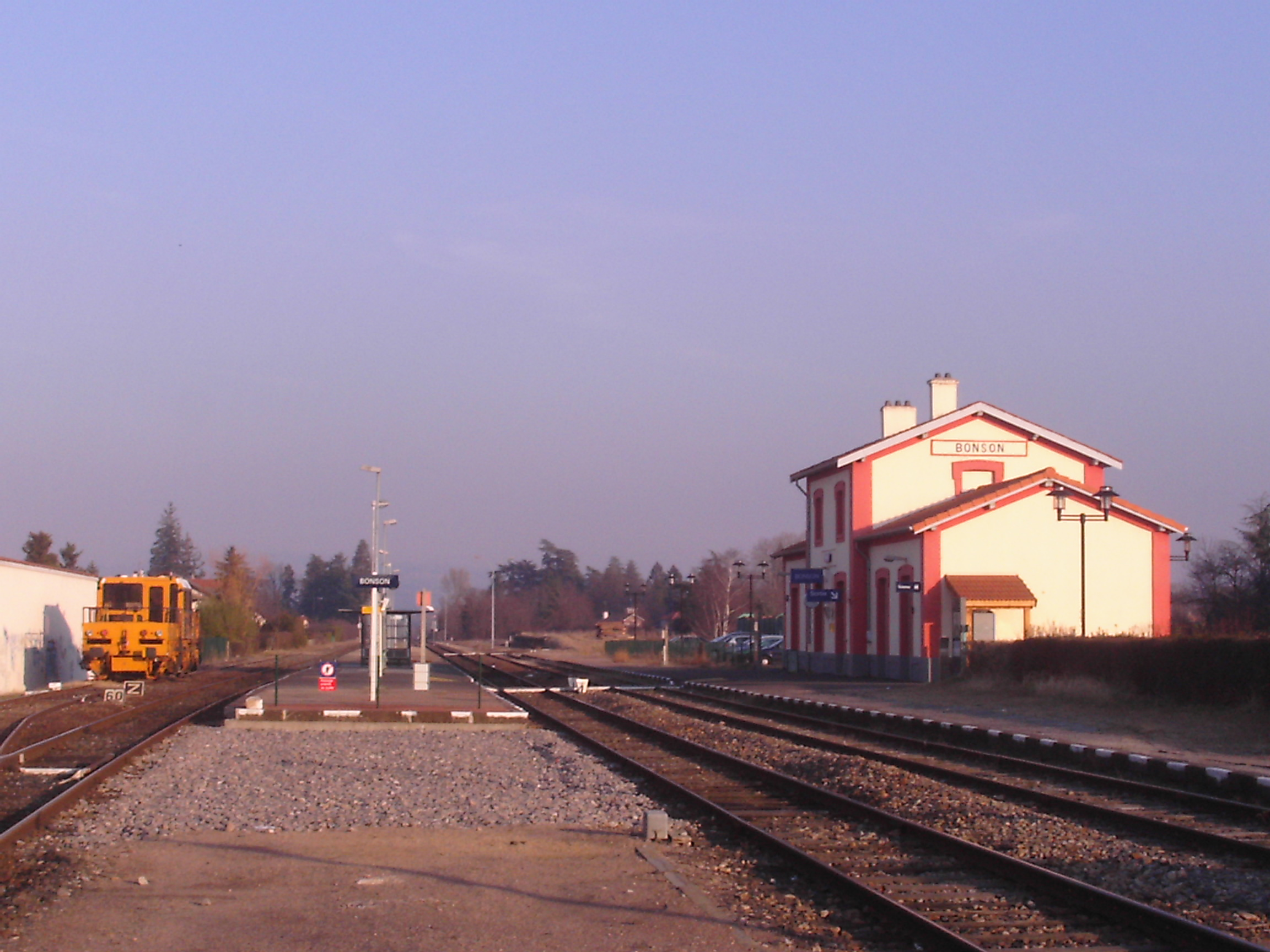
Dworzec kolejowy w Bonson, 2007
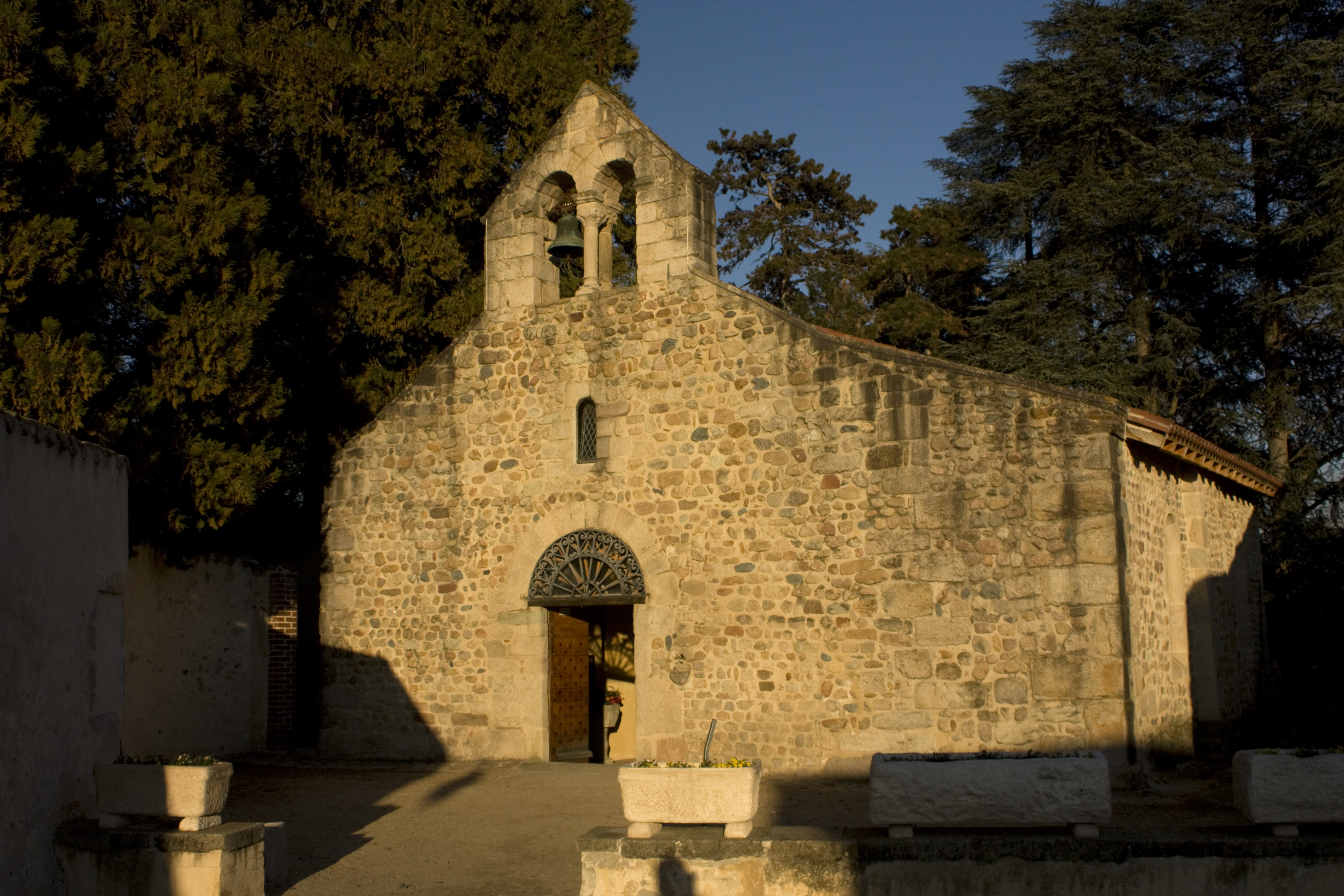
Kaplica w Bonson, 2011